# Angel Salvadore
Pour les articles homonymes, voir Angel et Tempest.
Angel Salvadore est une super-héroïne de fiction appartenant à l’univers de Marvel Comics. Créée par le scénariste Grant Morrison et le dessinateur Ethan Van Sciver, elle est apparue pour la première fois dans New X-Men #118 en 2001. Elle est connue sous deux noms de code différents : Angel et Tempest.
En 2011, Zoë Kravitz interprète Angel Salvadore dans le film X-Men : Le Commencement (X-Men: First Class) du réalisateur Matthew Vaughn.

## Biographie du personnage

### Origines
Angel Salvadore passe sa jeunesse dans un quartier pauvre du Wyoming où elle est battue par son beau-père. Lorsque ce dernier assiste aux premières manifestations de sa mutation, il la chasse de la maison. Angel est une mutante aux pouvoirs similaires à ceux d'une mouche. Elle se trouve pourchassée par les U-Men de John Sublime, un groupe d'humain qui s'approprie des organes mutants pour se les greffer. Elle est sauvée par Wolverine, puis amenée à l'Institut Xavier où elle est intégrée à la classe spéciale de Xorn.

### Membre des X-Men
Dans cette classe, Angel Salvadore utilise le nom de code Angel. Elle rencontre d'autres élèves dont Barnell Bohusk / Le Bec, un garçon de son âge au physique rappelant celui d'un poulet. Elle prétend vouloir le séduire à cause d'un pari fait avec ses amies, cependant elle en tombe réellement amoureuse et a une relation sexuelle avec lui. C'est ainsi qu'elle devient mère de six enfants, d'apparence humaine mais dotés de caractéristiques aviaires (bec et plumes) et insectoïdes (ailes chitineuses). Quand Xorn se fait passer pour Magnéto et soumet la classe spéciale à ses ordres, bien vite le Bec, Angel et Basilic se rebellent. Le dernier est tué mais les deux autres combattent Xorn aux côtés des X-Men. Bientôt néanmoins, le Bec doit rejoindre les Exilés.

### House of M
Pendant l'absence du Bec, la Sorcière rouge devient folle et transforme totalement la réalité, créant ainsi House of M. Dans cette continuité alternative, Angel est mannequin, ne possède pas d'enfants et ne connait pas Barnell. Aussi quand celui-ci revient, elle le prend pour un fou. Celui-ci se mit en quête d'une solution mais, pendant ce temps, Angel est possédée puis est quasiment tuée par Protéus.

### New Warriors
Après le M-Day, elle perd ses pouvoirs et retrouve Barnell, également sans pouvoirs. Tous deux rejoignent les New Warriors où Angel Salvadore prend le nom de code Tempest.

## Pouvoirs, capacités et équipement
En tant que mutante, Angel possède deux paires d'ailes transparentes, et peut s'en servir pour voler ou produire un bourdonnement extrêmement agaçant. Elle est également capable de régurgiter de l'acide.
Sans ses pouvoirs, Tempest utilise une combinaison spéciale qui lui permet de projeter des rafales de feu et de glace. Elle peut également générer des rafales de vent pour s'envoler.

## Apparitions dans d’autres médias

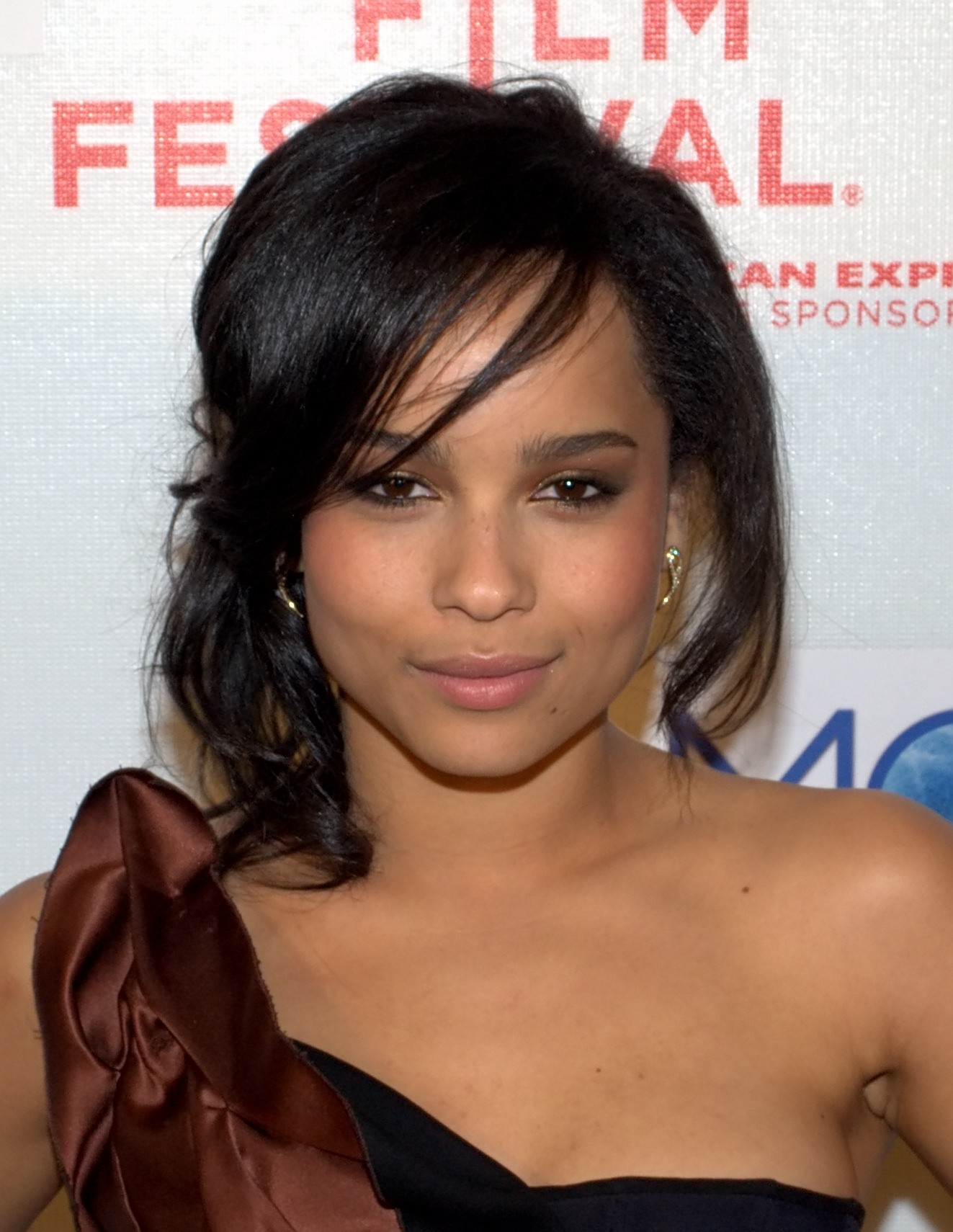
Zoë Kravitz incarne Angel Salvadore dans X-Men : Le Commencement (2011)

Sauf indication contraire, les informations mentionnées dans cette section peuvent être confirmées par la base de données cinématographiques IMDb,  présente dans la section « Liens externes ».

### Films
Interprétée par Zoë Kravitz dans la 2e trilogie X-Men
- 2011 : X-Men : Le Commencement réalisé par Matthew Vaughn[5] – Charles Xavier et Erik Lehnsherr se rendent dans un strip club pour recruter Angel qui y travaille en tant que strip-teaseuse[6]. Elle accepte leur proposition de rejoindre l'équipe des X-Men mais les quitte peu de temps après pour intégrer l'équipe adverse, le Club des Damnés de Sebastian Shaw.
- 2014 : X-Men: Days of Future Past réalisé par Bryan Singer – Mystique en prenant l'apparence de Bolivar Trask, découvre dans les dossiers secrets de celui-ci, des photos de l'autopsie d'Angel, sur laquelle ont été effectuées des expériences (une de ses ailes est même conservée dans un coffre fort).